# Stefan Welzk
Stefan Welzk (* 24. Juli 1942 in Leipzig) ist ein deutscher Philosoph, Ökonom und politischer Beamter. Er veröffentlichte mehrere Bücher und zahlreiche Artikel zu politischen Themen.

## Leben
Welzk studierte nach dem Abitur in Leipzig an der Karl-Marx-Universität Germanistik und Physik und schloss das Physik-Studium mit einem Diplom ab. 1968 war er an den Protesten gegen die Sprengung der Leipziger Universitätskirche beteiligt. Noch im selben Jahr gelang ihm gemeinsam mit seinem Freund, dem Physiker Harald Fritzsch, die Flucht vom Goldstrand mit einem Boot über das Schwarze Meer in die Türkei, womit er sich behördlichen Repressalien wegen der Proteste entziehen konnte. 

In Hamburg, München, London und Florenz studierte Welzk Philosophie, Wirtschaftswissenschaften und Germanistik und promovierte im Jahr 1975 in Philosophie mit einer Arbeit über „Die Einheit der Erfahrung. Eine Interpretation der Parmenideischen Fragmente“ bei Carl Friedrich von Weizsäcker. Zwischen 1970 und 1980 war Welzk überwiegend am Max-Planck-Institut zur Erforschung der Lebensbedingungen der wissenschaftlich-technischen Welt in Starnberg tätig. Zwischen 1976 und 1978 hielt er sich am European University Institute in Florenz auf. Nach einem Forschungsprojekt über „Finanzkraftentwicklung, Finanzierungsmethoden und Investitionsverhalten deutscher Konzerne“, das von der Stiftung Volkswagenwerk zwischen 1982 und 1988 finanziert wurde, war Welzk von 1988 bis 1991 Referatsleiter Wirtschaft in der Hauptverwaltung der Gewerkschaft Nahrung-Genuss-Gaststätten. Anschließend war er bis 2004 Mitarbeiter der Schleswig-Holsteinischen Landesvertretung beim Bund, wo er als Referent für Wirtschaft, Technik, Verkehr und Fragen der deutschen Einheit und stellvertretender Dienststellenleiter tätig war.

## Veröffentlichungen (Auswahl)
- Leipzig 1968 : unser Protest gegen die Kirchensprengung und seine Folgen, Leipzig : Evangelische Verlags-Anstalt 2011, Sachsen / Der Landesbeauftragte für die Unterlagen des Staatssicherheitsdienstes der Ehemaligen DDR: Schriftenreihe des Sächsischen Landesbeauftragten für die Stasi-Unterlagen ; Bd. 11 ISBN 978-3-374-02849-8.
- mit Navid Kermani: Aufgehobene Grenzen, Hamburg : Zeitverlag 2007, Kursbuch ; Ausg. 168, ISBN 3-938899-32-8.
- Nieder mit dem Sparschwein! : ein Geldbuch, Berlin : Rowohlt Berlin 1999, ISBN 3-87134-347-1 (Jugendsachbuch).
- Boom ohne Arbeitsplätze. Kiepenheuer und Witsch, Köln 1986.